# VW Jetta II
Der VW Jetta ist ein Fahrzeug der Kompaktklasse des Fahrzeugherstellers Volkswagen. Die zweite Generation des Jetta (Typ 16E/19E, später 1G2) war ab Anfang 1984 wieder als zwei- oder viertürige Stufenheck-Limousine erhältlich. Das Fahrzeug basiert auf dem 1983 erschienenen Golf II, der Aufbau ist bis zur C-Säule bei beiden gleich. Der Jetta hat Rechteck- statt Rundscheinwerfer. Die Form des Jetta II wirkte harmonischer als die des Jetta I und auch das Platzangebot war größer. Vor allem der Kofferraum mit seinem Fassungsvermögen laut VDA-Messung von 660 Liter war ein Kaufargument, zumal es den Golf damals noch nicht als Variant gab. Die Variante mit Allradantrieb war auch mit umlegbarer Rücksitzbank erhältlich.
Als Motorisierung stand eine große Bandbreite an Otto- und Dieselmotoren von 40 bis maximal 102 kW (54 bis 139 PS) zur Auswahl. Für die 1,6- und 1,8-l-Motoren (bis 66 kW/90 PS) waren neben den Schaltgetrieben auch Dreigang-Automatikgetriebe erhältlich. Ab Juli 1987 gab es den Syncro mit Allradantrieb, der ausschließlich mit dem 1,8-l-Ottomotor, zunächst mit 66 kW (90 PS) später mit 72 kW (98 PS) erhältlich war. Ab April 1987 gab es als stärkste Version einen 201 km/h schnellen Jetta mit 1781 cm³ Hubraum und 16 Ventilen (alle anderen Motoren waren Achtventiler).
Die zahlreichen Ausstattungsvarianten der ersten Generation wurden nun auf vier Varianten reduziert: C, CL, GL und Carat. Der luxuriöse „Carat“ wurde jedoch 1987 aus dem Programm genommen. Später kamen noch die sportlichen Varianten GT, GTD und GT 16V hinzu. Das Ausstattungsniveau des Jetta II war generell etwas höher als das eines vergleichbaren Golf.
Die Produktion des Jetta II lief in den westlichen Märkten Anfang 1992 mit dem Erscheinen des Vento aus. In der Volksrepublik China wurde er ab 1991 weiterhin als FAW-VW Jetta gefertigt und weiter entwickelt.
Die Bezeichnungen der sportlichen Varianten des Jetta I, CLI & GLI, wurden für Exportmodelle des Jetta II, zum Beispiel in Südafrika, Japan und in den USA übernommen. Der Jetta II CLI aus Südafrika 1992 war im letzten Produktionsjahr serienmäßig mit der Frontpartie des Rallye Golf ausgerüstet.
Einige Karosseriebauunternehmen boten ein Jetta-II-Cabriolet an, teilweise umgesetzt mit Teilen des Golf-I-Cabriolets.

## Modellgeschichte

### 1984

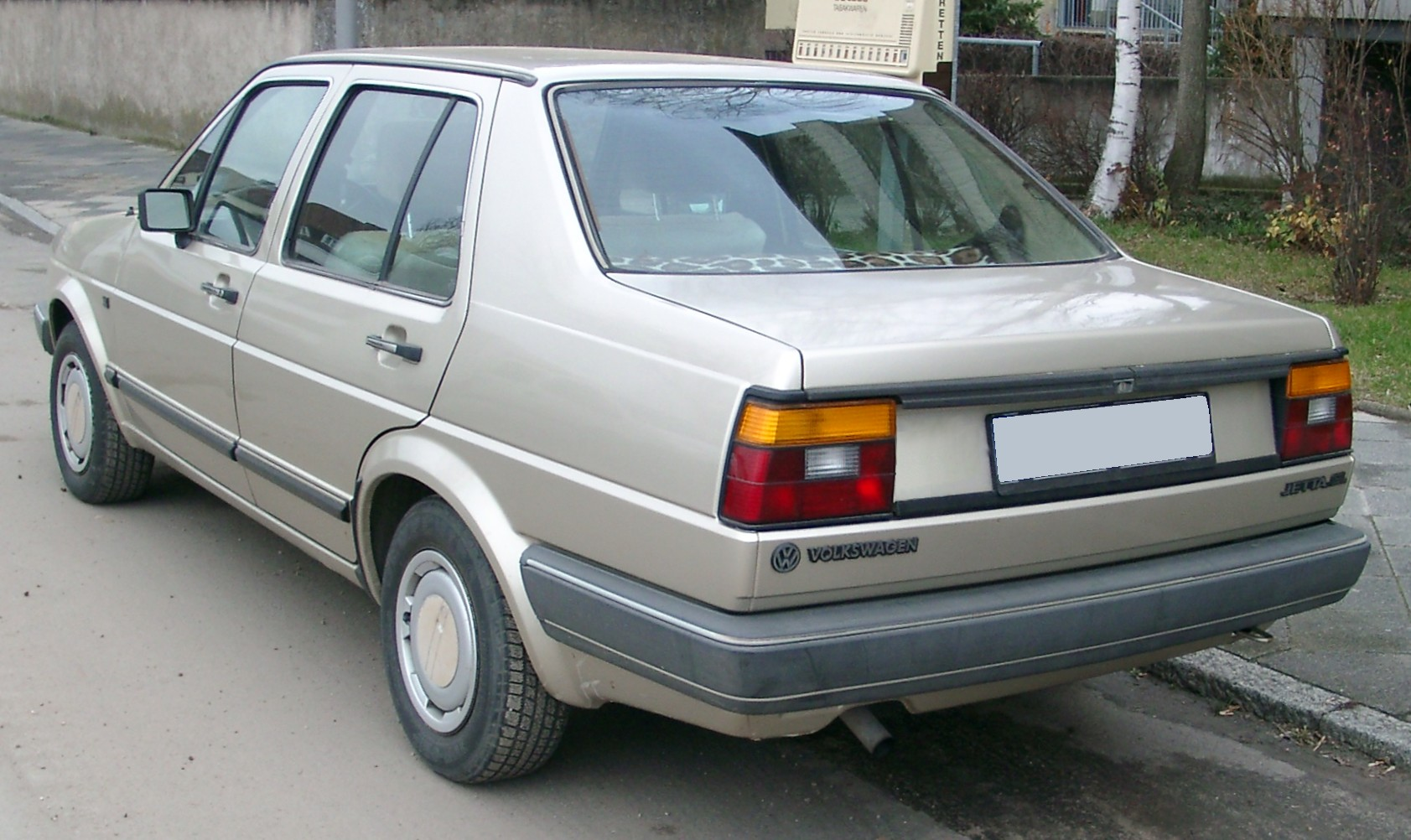
Heckansicht

Im Februar führte VW den Jetta II mit den folgenden Motorisierungen ein: 1,3 l mit 40 kW (55 PS), 1,6 l mit 55 kW (75 PS), 1,8 l mit 66 kW (90 PS), 1,6 l Saug-Diesel mit 40 kW (54 PS) und der 1,6 l Turbo-Diesel mit 51 kW (70 PS). Diese sind in den Ausstattungsvarianten C, CL, GL und Carat erhältlich, wobei letztere nur mit dem 1,8-l-Ottomotor mit 66 kW (90 PS) und vier Türen erhältlich war.

### 1985
Einführung des Jetta GT mit 1,8 Liter und 82 kW (112 PS), parallel zum Golf GTI. Von den Standard-Versionen unterscheidet sich diese Modellvariante außen durch schwarze Kotflügelverbreiterungen, einer schwarzen Folie auf den Seitenschwellern, einen schwarzen Heckspoiler und roten Zierstreifen an Stoßstangen und -leisten, sowie durch rote Embleme und Scheibenbremsen rundum. Das Modell ist mit einem Sportfahrwerk ausgerüstet, durch das der GT um etwa 10 mm tiefergelegt ist.

### 1986
Durch den wahlweise erhältlichen, aber nicht serienmäßigen Katalysator sinkt die Motorleistung des Jetta GT von 82 kW (112 PS) auf 79 kW (107 PS).
Zum ersten Mal ist der Jetta gegen Aufpreis mit einem Antiblockiersystem lieferbar, zunächst nur für die stärkeren Versionen ab 66 kW (90 PS).
Die 16-V-Motoren von VW werden auf der IAA 1985 für den Golf präsentiert, im Jetta beim Genfer Auto-Salon 1986. Sie sind ab Juni 1986 erhältlich.

### 1987
Die folgenden Motoren sind mit Katalysator erhältlich: 1,6 l und 53 kW (72 PS), 1,8 l mit 62 kW (84 PS) (beide U-Kat) und ab März 1,6 l mit 51 kW (70 PS) (G-Kat).
Der Jetta GT 16V wird vorgestellt. Die Modelle ohne Katalysator erreichen bei 1,8 l Hubraum eine Leistung von 102 kW (139 PS), die Version mit G-Kat erzielt eine Leistung von 95 kW (129 PS). Der GT 16V unterscheidet sich äußerlich vom „8V-GT“ durch eine Dachantenne mit elektronischem Verstärker, einen Doppelrohr-Endschalldämpfer, einem größeren Frontspoiler mit Luftkanälen zur Bremsenkühlung und entsprechende „16V“-Zusatzembleme am Kühlergrill, am Heck und am Handschuhfach. Außerdem ist das Modell grundsätzlich nur viertürig erhältlich und ist nochmals 10 mm tiefergelegt als der „8V-GT“.
Die aufwändige Modellvariante Carat entfällt, als Ersatz wird die GL-Version aufgewertet, unter anderem mit serienmäßiger Colorverglasung, elektrisch verstellbaren Außenspiegeln, Zentralverriegelung und Velourssitzbezügen, sowie mit einer Durchladevorrichtung für die Rücksitzbank. Außerdem erhält der GL das Zier-Chrom-Paket des Carat.
Die Bezeichnung „C“ für die Basisversionen entfällt, diese heißen nur noch „Jetta“.
Parallel zum Golf GT gibt es auch einen sportlichen Jetta GT mit 66 kW (90 PS). Außerdem wird eine GTD-Version mit dem 1,6-l-Turbodiesel-Motor mit 51 kW (70 PS) angeboten.

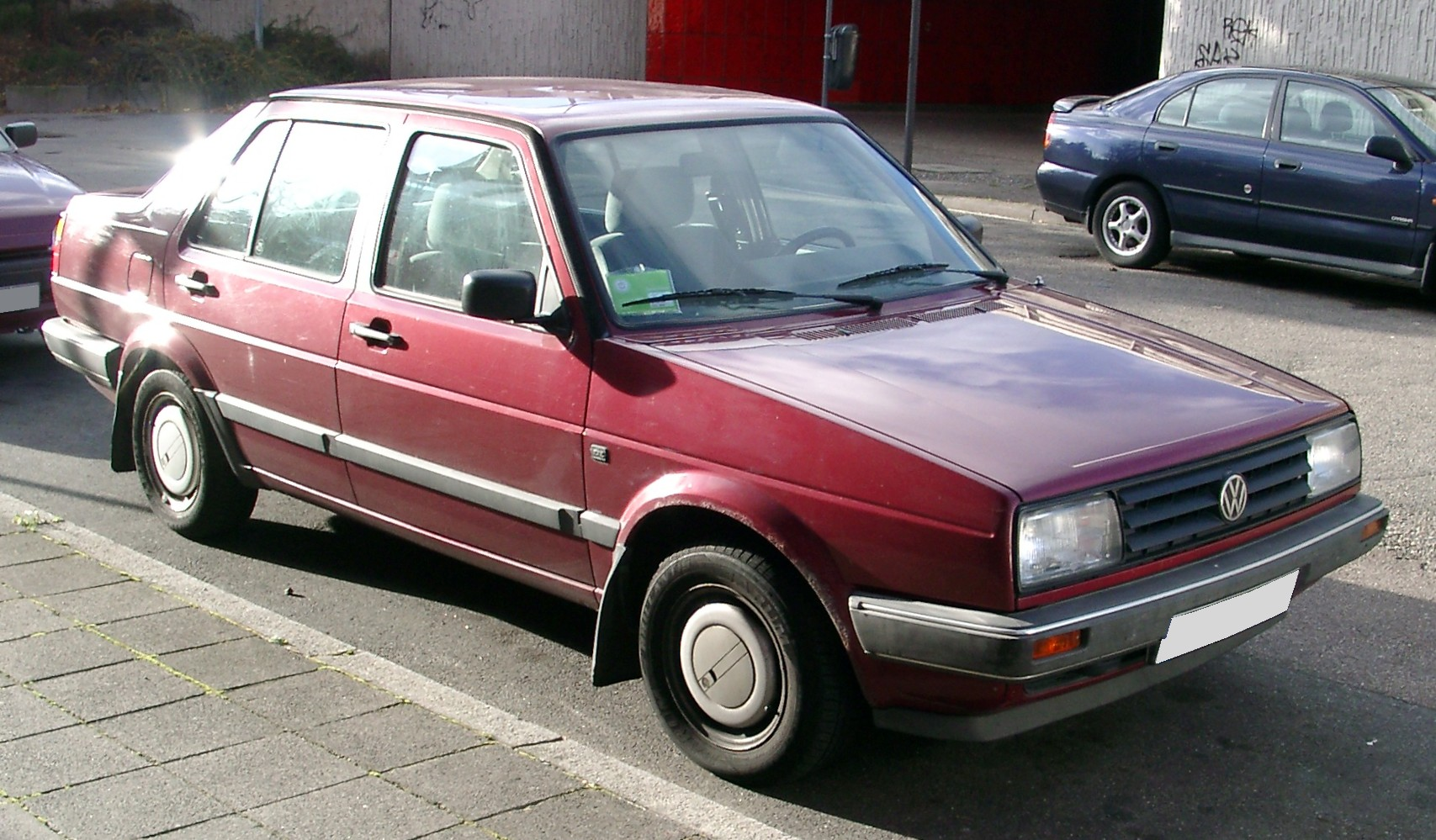
VW Jetta CL (1987–1989)

Den Jetta gibt es jetzt auch als Syncro-Modell (Typ 16E/19E-299) mit Allradantrieb. Zur Auswahl steht lediglich der 1,8-l-Ottomotor mit 66 kW (90 PS) in den Varianten „Jetta“, CL und GT. Als einzige Jetta-Ausführung haben die Syncro-Modelle eine umlegbare Rückbank (beim GT zudem asymmetrisch geteilt), da die Hinterachsenkonstruktion mit Viscokupplung einen höheren Kofferraumboden erforderte. Die Syncros sind an syncro-Schriftzügen am Heck, den vorderen Kotflügeln sowie am Armaturenbrett und am größeren Frontspoiler des 16V zu erkennen. Auch sie sind wie dieser nur viertürig lieferbar.
Im April 1987 folgte das Sondermodell Jetta „Court“. Mit dunkelblauen Zierstreifen (Lackierung Alpinweiß Farbcode L90E) oder weißen Zierstreifen (Lackierung Orly-Blau-Metallic Farbcode P5Z und Tornadorot, Farbcode LY3D) und einem Tennisball als Logo unterscheidet er sich von anderen Modellen. Die Rücksitzbank enthält in der Mitte eine ausklappbare Armlehne mit zusätzlich ausklappbaren Kunststoffelement mit integrierten Getränkehaltern.
Im September 1987 erfolgte die erste große Modellpflege (zum Modelljahr 1988): Der Frontgrill hat nur noch drei statt sieben Rippen samt größeren VW-Logo, die Außenspiegel wurden weiter vorne nahe der A-Säule montiert statt am Steg des vorderen Dreiecksfensters, das entfällt. Die seitlichen Stoßleisten waren nun breiter und werden an der Karosserie eingesteckt statt verklebt. Im Heckblech befand sich nun mittig ein vergrößertes VW-Emblem.
Der Innenraum wurde unter anderem durch größere Türablagekästen, wahlweise mit Schubfach oder Lautsprechergittern, sowie mit größeren Hebelschaltern an der Lenksäule aufgewertet.

### 1988

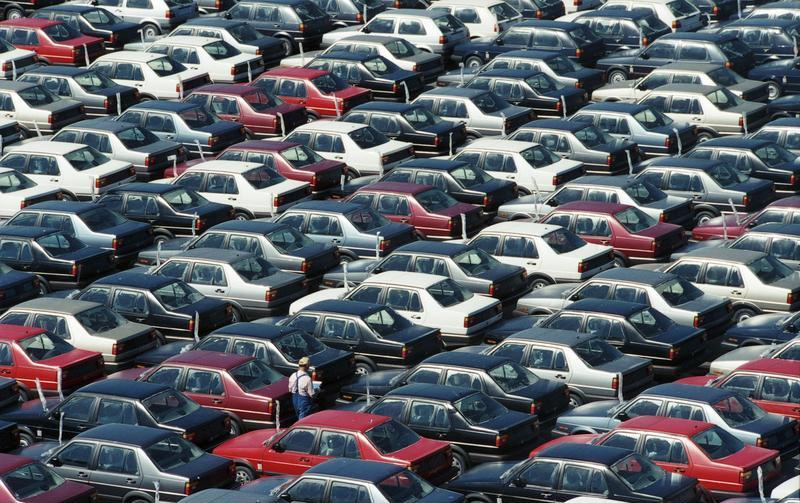
Jetta II vor der Auslieferung im Volkswagenwerk Wolfsburg (1988)

Im Mai 1988 folgte das nächste Sondermodell, der Jetta „Coach“.
Nur in diesem Modelljahr wurde das Sondermodell Jetta „Style“ mit Teilen der Innenausstattung aus Leder und Sonderlackierung auf Basis des 16V angeboten.
Gleichzeitig wurde das Modell GTX eingeführt. Die Bezeichnung GTX sollte die beiden stärksten, sportlichen Jetta-Modelle vom GT mit nur 66 kW (90 PS) besser unterscheiden (bis dahin trugen alle sportlichen Modelle ab 66 kW/90 PS die Bezeichnung „GT“). Außerdem wurde mit diesem Kürzel die Verwandtschaft zum Golf GTI betont. Daher entsprach die Motorenpalette (107/112 und 129/139 PS), die Ausstattung und die Technik denen des Golf GTI resp. des GTI 16V: mit einer tiefer gelegten Karosserie, Sportsitzen, Multifunktionsanzeige, roten Zierstreifen an den Stoßstangen und den seitlichen Stoßleisten, großen Front- (beim 16V mit den Luftkanälen zur Bremsenkühlung, sonst verblendeten Öffnungen) und Heckspoilern sowie vier Bremsscheiben, die vorderen belüftet. Die 8-V-Varianten waren auch zweitürig erhältlich, die 16-V-Varianten nur viertürig. Bei allen GTX-Modellen prangte ein großes „GTX“ bzw. ein „GTX 16V“-Emblem am Kühlergrill. Alle GTX-Modelle hatten zusätzlich Kotflügelverbreiterungen aus schwarzem Kunststoff an den Radläufen sowie schwarze Zierfolien an den Schwellern.

### 1989
1989 änderte sich die interne Typenbezeichnung von 16E/19E auf 1G2.
Der Zweitürer war nur noch als „CL“ erhältlich. Nach dem Wegfall der Basis-Version „Jetta“ war der CL nun auch das Grundmodell.
Der 1,8-l-Motor des Jetta Syncro (jetzt: Typ 1G2-299) wurde auf G-Kat und umgestellt und die Leistung auf 72 kW (98 PS) erhöht.
Der GL erhielt serienmäßig eine Servolenkung, dafür entfielen die elektrische Außenspiegelbetätigung und die Durchladevorrichtung. Das Zier-Chrompaket beschränkte sich nun auf je zwei blanke Zierstreifen auf den Stoßfängern.
Das Modell GTX entfiel, alle sportlichen Versionen hießen wieder GT oder GT 16V. Die 16-V-Modelle erhielten vorn größere Bremsen aus dem VW Passat 35i und standen daher nun serienmäßig auf 14"-Rädern.
Die ABS-Bremse war nun auch in Verbindung mit Trommelbremse hinten für die schwächeren Versionen erhältlich.
Ab Februar 1989 fand eine neue Zentralelektrik aus dem Passat 35i bzw. dem Corrado Verwendung, erkennbar am Warnblinkschalter an der Lenksäule (im Golf geschah dies erst ein halbes Jahr später zum Facelift für das Modelljahr 1990).
Nun erhielt das Wischergestänge vorne andere Wischerwellen, erkennbar an den größeren Muttern (M8 anstelle von M6) zur Wischerarmbefestigung. Somit waren die Wischerarme von vor und nach diesem Zeitpunkt nicht austauschbar.

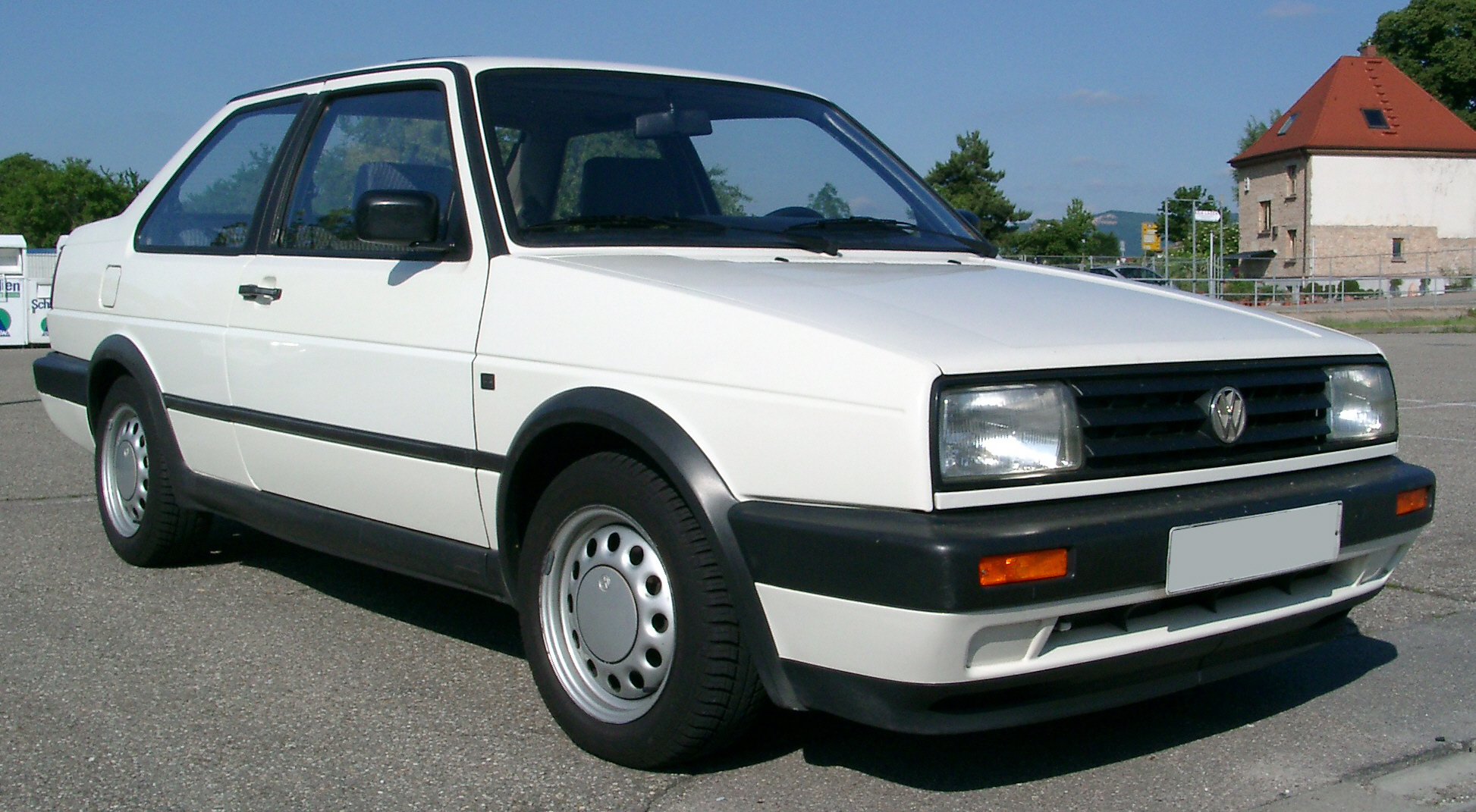
VW Jetta CL Zweitürer (1989–1992)

Im Mai wurde das Jetta-Sondermodell „Pacific“ vorgestellt.
Die zweite große Modellpflege folgte im August 1989: Sämtliche Modelle hatten nun größere, wuchtige Stoßfänger mit in Wagenfarbe lackierten Schürzen (beim Golf gab es das nur beim GL und dem GTI) und großem Frontspoiler (wie beim Golf GTI). Die Seitenansicht wurde durch schmale Stoßleisten an den Türen und schwarzen Schwellerverbreiterungen aufgewertet (ebenso wie beim Golf GTI). Beim GT war nun auch der Heckspoiler in Wagenfarbe lackiert, außerdem war dessen Befestigung geändert, und er bestand nun aus Hartkunststoff. Schließlich hatte die Heckklappe bei allen Versionen eine großflächige Kunststoffblende zwischen den Heckleuchten. Aufgrund der neuen Stoßfänger war der Jetta nun sieben Zentimeter länger als bisher.
Mit dem Facelift wurde das Angebot an Dieselmotoren um zwei neue Aggregate erweitert. Der stärkste Selbstzünder war nun der 1,6-l-Turbo-Diesel mit zusätzlichem Ladeluftkühler und 59 kW (80 PS). Als „Umweltdiesel“ wurde der gleiche Motorblock als Softturbo und mit Oxi-KAT, ausgelegt auf 44 kW (60 PS), angeboten. Letzterer war wie der Saugdiesel nicht als GTD erhältlich.

### 1990
Das Sondermodell „Flair“ erschien, Basis war die CL-Version, mit vier Türen, GL-Veloursinnenausstattung, Zentralverriegelung, Schiebedach, höhenverstellbarem Fahrersitz, grüngetönter Colorverglasung.
Bei allen deutschen Modellen war nun eine Leuchtweitenregulierung serienmäßig. Grundlage hierfür war eine für Neuwagen ab dem 1. Januar 1990 geltende gesetzliche Vorschrift.

### 1991/1992
Alle Modelle erhielten Seitenblinkleuchten in den Kotflügeln (statt des Versions-Emblems) und einen höhenverstellbaren Fahrersitz. Man reduzierte die Modellpalette um die 1,8-l-Kat-Maschine mit 62 kW (84 PS). Die letzten Fahrzeuge liefen sowohl in Wolfsburg als auch in Puebla vom Band.

### Jetta II in den USA

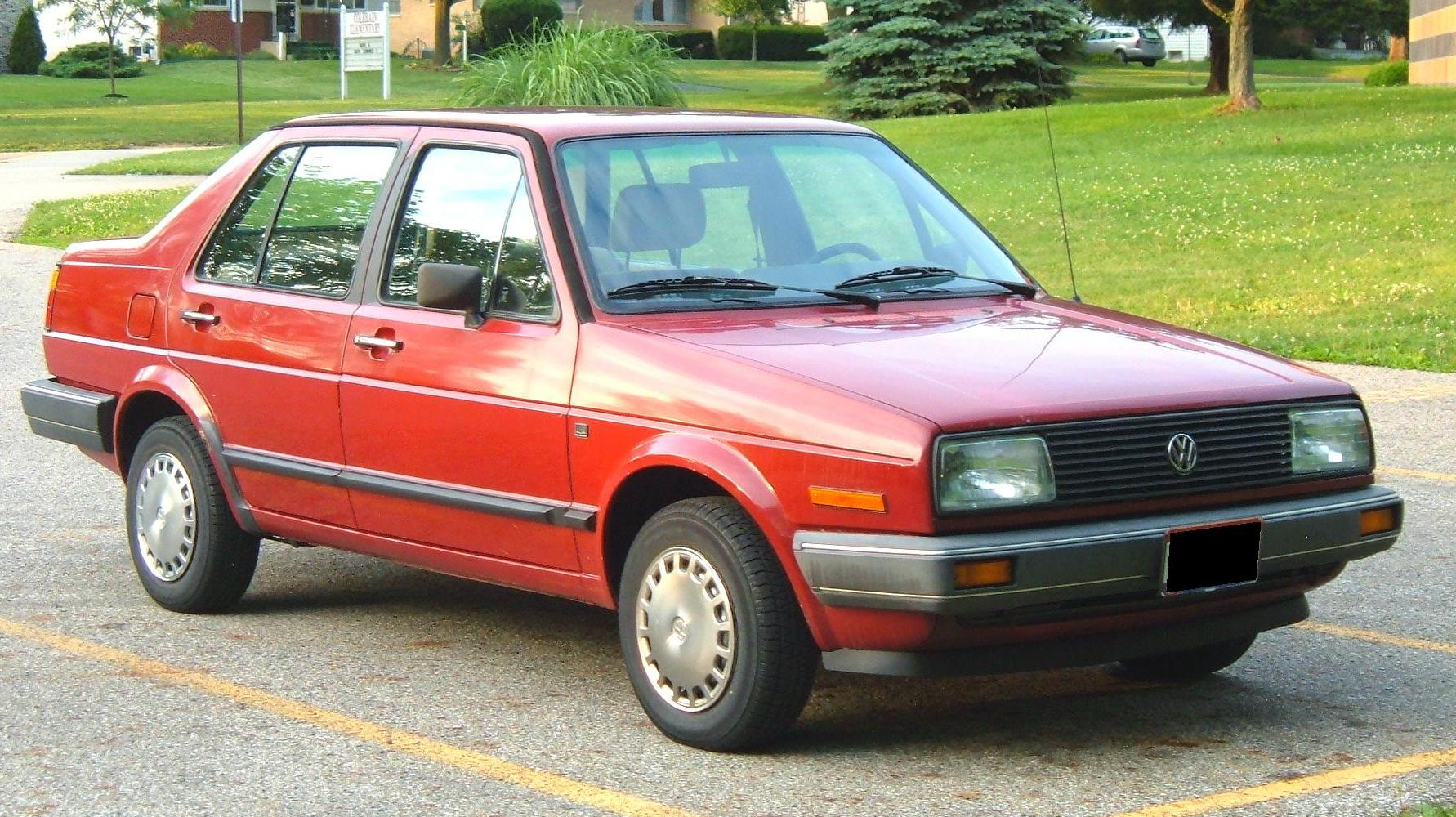
VW Jetta II (1985) für Nordamerika – Erfolgreichster Importwagen der 1980er Jahre in den USA

1985 stellte VW den Jetta II in den USA vor. Ein Otto- und zwei Dieselmotoren standen zur Auswahl. Die Komfort-Ausstattung war generell umfangreicher als in Europa, und durch die Verwendung anderer Stoßfänger war das Fahrzeug dort ca. 5 cm länger. In den USA hieß das sportliche Modell weiterhin GLI statt GT und hatte mit 74 oder 77 kW (100 oder 105 PS) weniger Leistung als sein europäisches Pendant.
1987 erschien auf dem US-Markt der GLI 16V und war dort ausschließlich mit Katalysator und 95 kW (129 PS) erhältlich. Mit Einführung des GLI 16V entfiel der Standard-GLI. Im gleichen Jahr nahmen die Werke in Westmoreland in den USA und Puebla in Mexiko die Produktion des Jetta auf.
1989 wurde das Werk in Westmoreland bereits wieder geschlossen. Die Produktionsanlagen gingen nach China. Die Modelle für Nordamerika wurden danach aus Mexiko importiert.
In den USA ersetzte 1990 ein 2,0-l-16V-Motor mit 100 kW (136 PS), der in Europa aus dem Passat bekannt ist, den bisherigen 1,8-l-Motor im GLI 16V, da er auch mit Normalbenzin betrieben werden kann.

### China-Produktion

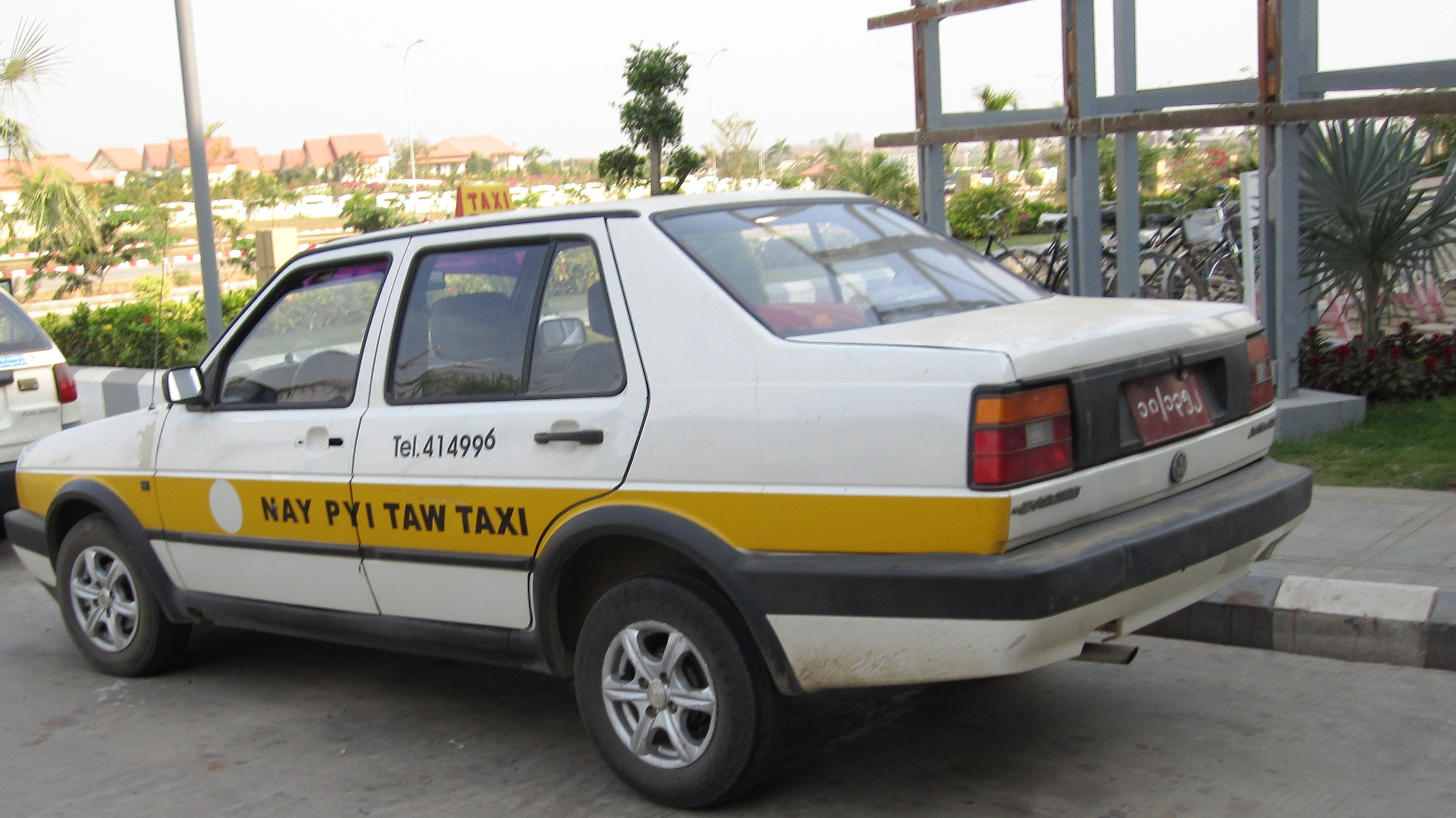
Das Heck des chinesischen VW Jetta

In der Volksrepublik China wurde der Jetta ab November 1991 gebaut. Er glich anfangs den in Deutschland produzierten Fahrzeugen nahezu vollständig. Es stand jedoch nur der 1,6-l-Motor zur Verfügung.
Zwischenzeitlich gab es dort verschiedene Modellpflegen um den Jetta der aktuellen VW-Designlinie anzupassen. So gab es ab 1997 den VW Jetta King (Typ 1GD), eine Mischung zwischen dem alten Jetta II und dem VW Passat B4. Eine Modellpflege fand im Jahre 2002 statt. Ab 2010 gab es dann den VW Jetta Pioneer. Im Februar 2013 wurde die Produktion des Jetta II in China beendet. Die Nachfolge trat der auf dem VW Jetta VI basierende VW Jetta Night an. Diese Anpassung war notwendig, da der Jetta VI auf dem chinesischen Markt in einer der europäischen gleichenden Form bereits als VW Lavida und VW Sagitar angeboten worden war.

### Sondermodelle

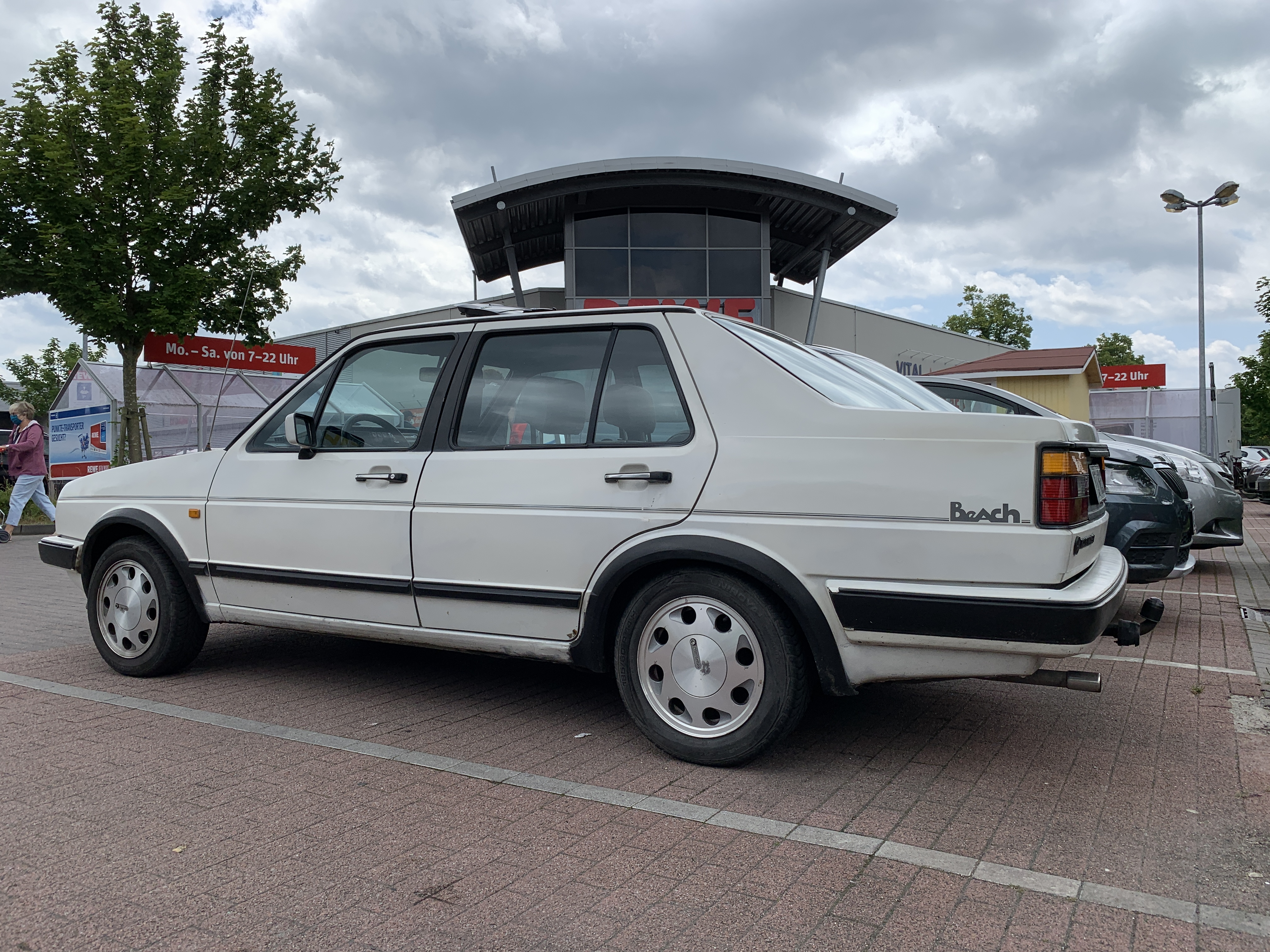
Sondermodell Beach

Mit Sondermodellen wurde immer wieder versucht den schwächelnden Absatz zu erhöhen. Genannt seien hier Versionen für den deutschen Markt: Jetta „Strada“, „Beach“, „Coach“, „Court“, „Pacific“, „Flair“, „TX“ oder „Style“.
Generell basierten diese auf dem jeweiligen Basismodell, welches zusätzlich mit besonderen Sitzbezügen, meist mit grüner Colorverglasung, einer sonst aufpreispflichtigen Lackierung (Metallic oder Rot), sowie teilweise mit Stahlschiebedach oder anderen, sonst aufpreispflichtigen Extras (zum Beispiel Servolenkung) und einem Klebeschriftzug an den Seiten und am Heck ausgestattet war. Ausnahmen hiervon waren der „TX“ mit erhabenen Kunststoffemblemen und der „Style“, der auf dem 16V basierte und eine Innenausstattung mit Lederteilen sowie eine Sonderlackierung hatte.
In Österreich war der Jetta „Cat“ erhältlich (Basis: CL) als Gegenstück zum Golf „Rabbit“.

## Technische Daten
- Motor: Vierzylinder-Reihenmotor, wassergekühlt
- Ventilsteuerung: OHC
- Gemischaufbau: ein Fallstrom-Registervergaser (2E2 Pierburg) oder Bosch K-Jetronic (mechanische Benzineinspritzung), später: Bosch Mono-Jetronic (elektronische Benzineinspritzung)
- Getriebe: 4- und 5-Gang-Schaltgetriebe (meist mit langem 5. Gang, teilweise auch als 4+E bezeichnet, nur im GT „echtes“ 5-Gang-Getriebe), 3-Gang-Getriebeautomatik
- Bremsen: Scheibenbremse vorne, Trommelbremse hinten (GT: bel. Scheiben vorn und Scheiben hinten); wahlweise ABS
- Abmessungen L × B × H:
  - bis Modelljahr 1989: 4315 × 1665 × 1415 mm (GT: 1405)
  - ab Modelljahr 1990: 4385 × 1675 × 1415 mm (GT: 1405)

### Ottomotoren
| Modell             | Hubraum  | Leistung                       | Max. Drehmoment       | Motor- kenn- buchstaben | Gemischaufbereitung      | Bauzeit           |
| ------------------ | -------- | ------------------------------ | --------------------- | ----------------------- | ------------------------ | ----------------- |
| 1.3                | 1272 cm³ | 40 kW (54 PS) bei 5200 min−1   | 94 Nm bei 3300 min−1  | HK / MH / 2G            | Vergaser 2E3             | 12/1983 – 07/1992 |
| 1.3                | 1272 cm³ | 40 kW (54 PS) bei 5200 min−1   | 97 Nm bei 3000 min−1  | NZ                      | Digijet, G-Kat           | 08/1985 – 07/1992 |
| 1.6                | 1595 cm³ | 55 kW (75 PS) bei 5000 min−1   | 125 Nm bei 2500 min−1 | EZ / ABN                | Vergaser 2E2             | 12/1983 – 07/1992 |
| 1.6                | 1595 cm³ | 51 kW (70 PS) bei 5200 min−1   | 118 Nm bei 2700 min−1 | PN                      | Vergaser 2EE, G-Kat      | 08/1985 – 07/1992 |
| 1.6                | 1595 cm³ | 53 kW (72 PS) bei 5200 min−1   | 120 Nm bei 2700 min−1 | RF                      | Vergaser 2E2, U-Kat      | 08/1986 – 10/1991 |
| 1.8                | 1781 cm³ | 66 kW (90 PS) bei 5200 min−1   | 145 Nm bei 3300 min−1 | GU                      | Vergaser 2E2             | 12/1983 – 10/1991 |
| 1.8                | 1781 cm³ | 66 kW (90 PS) bei 5200 min−1   | 137 Nm bei 3300 min−1 | GX                      | K-Jetronic               | 12/1983 – 07/1988 |
| 1.8                | 1781 cm³ | 66 kW (90 PS) bei 5200 min−1   | 137 Nm bei 3300 min−1 | GX                      | KA/KE-Jetronic, G-Kat    | 12/1983 – 07/1988 |
| 1.8                | 1781 cm³ | 62 kW (84 PS) bei 5000 min−1   | 142 Nm bei 3000 min−1 | RH                      | Vergaser 2E2, U-Kat      | 08/1986 – 07/1990 |
| 1.8                | 1781 cm³ | 66 kW (90 PS) bei 5250 min−1   | 142 Nm bei 3000 min−1 | RP                      | Monojet, G-Kat           | 08/1986 – 10/1991 |
| 1.8 Syncro         | 1781 cm³ | 72 kW (98 PS) bei 5400 min−1   | 143 Nm bei 3000 min−1 | 1P                      | Digifant, G-Kat          | 08/1988 – 07/1991 |
| 1.8 GLI (USA)      | 1781 cm³ | 74 kW (100 PS)                 | 146 Nm                | HT                      | K-Jetronic               | 01/1985 – 07/1985 |
| 1.8 GT             | 1781 cm³ | 82 kW (112 PS) bei 5500 min−1  | 155 Nm bei 3100 min−1 | EV                      | K-Jetronic               | 10/1984 – 07/1987 |
| 1.8 GT             | 1781 cm³ | 79 kW (107 PS) bei 5500 min−1  | 154 Nm bei 3500 min−1 | RG                      | K-Jetronic, U-Kat        | 08/1986 – 03/1987 |
| 1.8 GT             | 1781 cm³ | 79 kW (107 PS) bei 5250 min−1  | 154 Nm bei 3250 min−1 | RD                      | KE-Jetronic, G-Kat       | 08/1985 – 07/1988 |
| 1.8 GT/GTX         | 1781 cm³ | 82 kW (112 PS) bei 5400 min−1  | 159 Nm bei 4000 min−1 | PB                      | Digifant                 | 01/1987 – 10/1991 |
| 1.8 GT/GTX         | 1781 cm³ | 79 kW (107 PS) bei 5400 min−1  | 157 Nm bei 3800 min−1 | PF                      | Digifant, G-Kat          | 08/1987 – 10/1991 |
| 1.8 (USA)          | 1781 cm³ | 74 kW (100 PS) bei 5250 min−1  | 146 Nm bei 3000 min−1 | RV                      | Digifant, G-Kat          | 08/1986 – 07/1991 |
| 1.8 GT 16V         | 1781 cm³ | 102 kW (139 PS) bei 6100 min−1 | 168 Nm bei 4600 min−1 | KR                      | K-Jetronic               | 02/1986 – 10/1991 |
| 1.8 GT/GTX/GLI 16V | 1781 cm³ | 95 kW (129 PS) bei 5800 min−1  | 168 Nm bei 4250 min−1 | PL                      | KE-Jetronic, G-Kat       | 02/1986 – 10/1991 |
| 2.0 GLI 16V (USA)  | 1984 cm³ | 100 kW (136 PS) bei 5800 min−1 | 180 Nm bei 4400 min−1 | 9A                      | Bosch KE-Motronic, G-Kat | 08/1989 – 07/1992 |

### Dieselmotoren
| Modell | Hubraum  | Leistung                     | Max. Drehmoment            | Motor- kenn- buchstaben | Besonderheit   | Bauzeit           |
| ------ | -------- | ---------------------------- | -------------------------- | ----------------------- | -------------- | ----------------- |
| 1.6 D  | 1588 cm³ | 40 kW (54 PS) bei 4800 min−1 | 100 Nm bei 2300–2900 min−1 | JP / ME                 |                | 12/1983 – 07/1992 |
| 1.6 TD | 1588 cm³ | 44 kW (60 PS) bei 4500 min−1 | 110 Nm bei 2400–2600 min−1 | 1V                      | Oxi-Kat        | 08/1989 – 07/1992 |
| 1.6 TD | 1588 cm³ | 51 kW (69 PS) bei 4500 min−1 | 133 Nm bei 2500–2900 min−1 | JR / MF                 |                | 12/1983 – 10/1991 |
| 1.6 TD | 1588 cm³ | 59 kW (80 PS) bei 4500 min−1 | 155 Nm bei 2500–3000 min−1 | RA / SB                 | Ladeluftkühler | 04/1989 – 10/1991 |

## Produktionszahlen Jetta II
Gesamtproduktion Fahrzeuge von 1983 bis 1992
Anteil Produktionszahlen von Jetta I und Jetta II im Jahr 1983/1984 nicht bekannt.
|        | Jahr | 1983    | 1984        | 1985    | 1986    | 1987    | 1988    | 1989    | 1990    | 1991    | 1992  | Summe         |
| ------ | ---- | ------- | ----------- | ------- | ------- | ------- | ------- | ------- | ------- | ------- | ----- | ------------- |
| 1093   |      |         |             |         |         |         | 181     | 632     | ?       | ?       | ?     |               |
| 1272   |      |         | ?           | 16.509  | 19.057  | 15.652  | 11.513  | 8.601   | ?       | ?       | ?     |               |
| 1588   |      |         | ?           | 33.966  | 41.142  | 38.104  | 36.100  | 29.105  | ?       | ?       | ?     |               |
| 1781   |      |         | 38.964      | 117.705 | 130.995 | 95.508  | 89.409  | 78.600  | ?       | ?       | ?     |               |
| 1588 D |      |         | ?           | 62.715  | 51.374  | 34.636  | 26.960  | 30.070  | ?       | ?       | ?     |               |
| Summe  |      | ca. 100 | ca. 137.800 | 230.895 | 242.568 | 183.900 | 164.163 | 147.008 | 160.592 | 110.818 | 5.592 | ca. 1.383.500 |